# Radio Nederland Wereldomroep

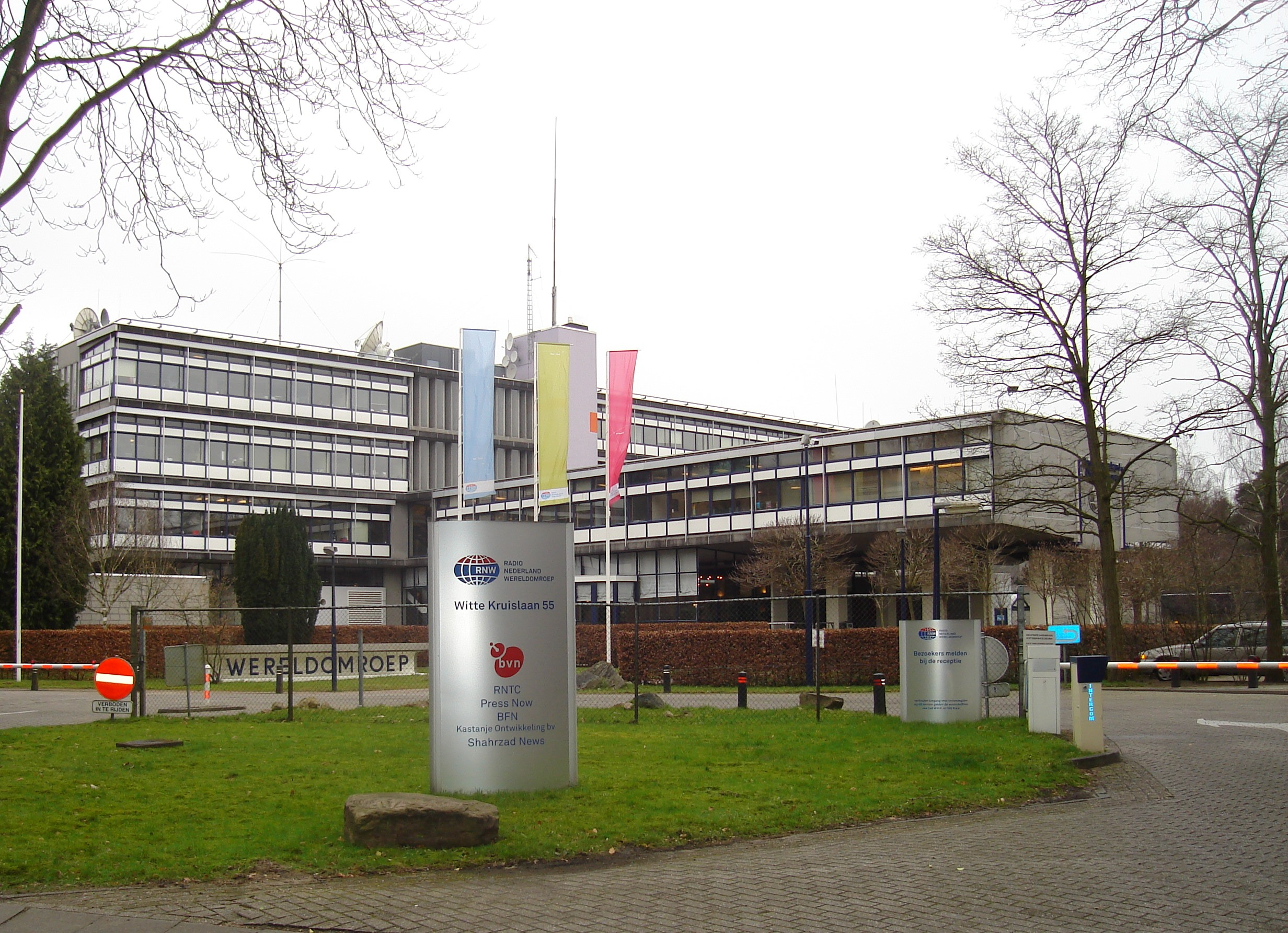
Радіо Нідерландів

Радіо Нідерландів (RNW, англ. Radio Netherlands Worldwide, голл. Radio Nederland Wereldomroep) - колишня суспільна радіо-телевізійна мережа, розташовувалась у місті Хілверсум (Hilversum). Ліквідоване у 2012 році, трансформувавшись у неурядову міжнародну організацію RNW Media. Радіо Нідерландів створювало передачі для міжнародної аудиторії за межами Нідерландів. 

## Історія

### Мовлення для голландської колоніальної імперії (1927-1939)
Нідерланди розпочали міжнародне радіомовлення регулярними передачами в 1927 році через короткохвильові станції в Голландській Ост-Індії - нині Індонезія. 
Happy Station Show, міжнародна програма по неділях почалося в 1928 році з приймаючими Едді Startz. Він говорив на кількох мовах, включаючи англійську, німецьку та іспанську. 

### Довоєнні технічні інновації
Передачі були значно поліпшені в 1937 році з будівництвом спрямованих антен на дерев'яних щоглах, що обертаюлися на двох концентричних кругових рейках у місті Хуізен (Huizen). 
Передачі з Нідерландів були перервані німецьким вторгненням в травні 1940 року. Передавачі в Хуізені були використані для про-нацистської пропаганди, деякі передачі велись з Німеччини, а інші з Нідерландів під німецьким контролем. 

### Мовлення у вигнанні (1940-1945)
В 1941 році голландському уряду у вигнанні було надано ефірний час на передавачах BBC. Програма Радіо Оранж містила щоденний коментар на тему  ситуації як в Нідерландах, так і в решті імперії (Голландська Ост-і Вест-Індії). Одному з головних коментаторів на Радіо Оранж, Хенку ван ден Бруку, було доручено відновлення громадського мовлення, щойно країна була звільнена. 

### Післявоєнна епоха (1946-1989)
Хенк ван ден Брук перемістив студії Радіо Нідерландів в 1946 в Хілверсум (з Ейндховена). Був план відновити мовлення за принципом BBC. Хоча це вдалося зробити для нових служб закордонного мовлення, політичний тиск призвів до відновлення складної системи мовлення за принципом обміну ефірного часу на внутрішніх мережах. 

### Інтернет-епоха (1990-2012)
Радіо Нідерландів було незалежним від голландського уряду, на нього витрачалось близько 6% від податків на суспільне мовлення. Незважаючи на серйозні скорочення бюджету в 2004 році, станція зберегла свої позиції як одна з найпотужніших в Європі. Вона також підтримувала розвиток нових технологій, таких як інтернет-мовлення, подкастинг та Digital Radio Mondiale (цифрове мовлення), які можуть урешті-решт замінити короткохвильові технології в багатьох регіонах світу. 

## Мовлення на коротких хвилях

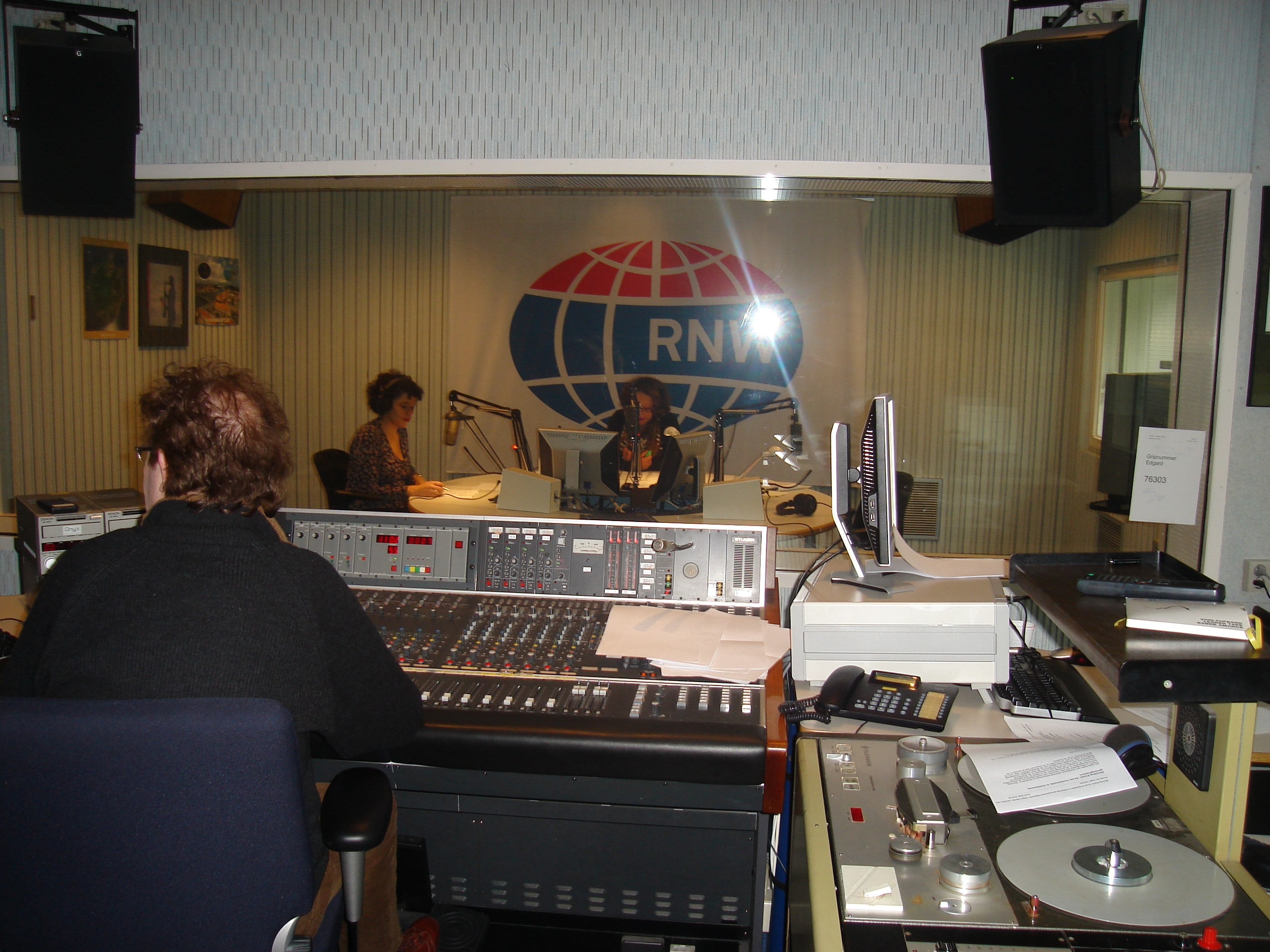
Студія Радіо Нідерландів

Короткохвильові міжнародні передачі Радіо Нідерландів звучали по всьому світу, зокрема через передавачі на Бонайре та Мадагаскарі. В останні десятиліття існування, мовлення на коротких хвилях були доповнене великою мережею станцій-партнерів. 
Мовлення на коротких хвилях здійснювалось голландською, англійською, іспанською, індонезійською, іспанською та французькою мовами. Крім того, були програми та вебсайти французькою, арабською та китайською мовами. Деякі програми звучали у місцевих мережах, таких як радіо CBC в Канаді, ABC в Австралії та інші. 
Радіо Нідерландів мало аудиторію близько 50 мільйонів слухачів на тиждень. 
Мовлення Радіо Нідерландів в основному було призначене для Африки, Індонезії, Південної Азії та Карибського басейну.